# سيلفيو برلسكوني
سيلڤيو برلسكوني (بالإيطالية: Silvio Berlusconi)‏؛ (29 سبتمبر 1936 – 12 يونيو 2023) سياسي ورجل أعمال إيطالي
كان رئيس وزراء إيطاليا في أربع حكومات من 1994 إلى 1995 ومن 2001 إلى 2006 ومن 2008 إلى 2011. وكان عضوًا في مجلس النواب في الفترة من 1994 إلى 2013؛ وعضو في مجلس الشيوخ الإيطالي من عام 2022 حتى وفاته، وسبق ذلك من مارس إلى نوفمبر 2013؛ وعضو في البرلمان الأوروبي من عام 2019 إلى عام 2022، وقبل ذلك من عام 1999 إلى عام 2001. وكان برلسكوني ثالث أغنى رجل في إيطاليا حتى وفاته، بصافي ثروة بلغت 6.8 مليار دولار أمريكي اعتبارًا من يونيو 2023.
كان المساهم المسيطر في ميدياست وامتلك نادي كرة القدم الإيطالي إيه سي ميلان من 1986 إلى 2017. لُقب باسم «الفارس» بسبب حصوله على نيشان الاستحقاق للعمل من الرئيس جيوفاني ليوني عام 1977، وقد تخلى عنه طواعية في عام 2014. في عام 2018، صنفته مجلة فوربس في المرتبة 190 على قائمة أغنى رجل في العالم بصافي ثروة قدرها 8 مليارات دولار أمريكي. وفي عام 2009، صنفته فوربس في المرتبة 12 في قائمة أقوى الأشخاص في العالم بسبب هيمنته على السياسة الإيطالية طوال أكثر من عشرين عامًا على رأس تحالف يمين الوسط  [الإنجليزية].
شغل برلسكوني منصب رئيس الوزراء لمدة تسع سنوات، مما جعله أطول رئيس وزراء لإيطاليا بعد الحرب، وثالث أطول رئيس وزراء مُنذ توحيد إيطاليا، بعد بينيتو موسوليني وجيوفاني جوليتي. كان رئيس حزب فورزا إيطاليا من 1994 إلى 2009، والحزب الذي خلفه حزب شعب الحرية من 2009 إلى 2013. وقاد حملة فورزا إيطاليا من عام 2013 إلى عام 2023. كان برلسكوني رئيس لمجموعة الثماني في الفترة من 2009 إلى 2011، ويحمل الرقم القياسي في استضافته لقمم مجموعة الثماني (بعد أن استضاف ثلاثة قمم في إيطاليا). بعد أن خدم ما يقرب من 19 عاما كعضو في مجلس النواب، والمجلس الأدنى في البلاد، أصبح عضوًا في مجلس الشيوخ بعد الانتخابات العامة الإيطالية عام 2013.
في 1 أغسطس 2013 أدين برلسكوني بالتزوير الضريبي من محكمة النقض الإيطالية. وحُكم عليه بالسجن لمدة أربع سنوات، وترتب على هذا الحكم منعه من تولي المناصب العامة لمدة عامين. وفي 19 أكتوبر من العام نفسه، فُرضت عليه عقوبة عدم الأهلية للمناصب العامة لمدة عامين. ونظرًا للعقوبة المذكورة، صوّت مجلس الشيوخ في 27 نوفمبر 2013 لإعفائه من منصبه من مجلس الشيوخ. وبالتالي لم يعد برلسكوني نائبًا بعد ما يقرب من عشرين عامًا من وجوده المتواصل في المجلسين. في سن 76 سنة، أُعفي من السجن، وقضى بدلاً من ذلك مدة عقوبته بتأدية خدمة مجتمعية. وفي عام 2019 انتخب عضوًا في البرلمان الأوروبي في انتخابات البرلمان الأوروبي لعام 2019. عاد إلى مجلس الشيوخ بعد فوزه بمقعد في الانتخابات العامة الإيطالية 2022.
كان برلسكوني أول شخص يتولى رئاسة الوزراء دون أن يكون قد شغل أي مناصب حكومية أو إدارية سابقة. وعُرف بأسلوبه السياسي الشعبوي وشخصيته المُتهورة. خلال فترة ولايته الطويلة، أُتهم بأنه زعيم استبدادي. تسببت شخصية برلسكوني المثيرة للجدل في انقسام الرأي العام والمحللين السياسيين. حيثُ أكد المؤيدون على مهاراته القيادية وقوته الكاريزمية وسياسته المالية القائمة على خفض الضرائب وقدرته على الحفاظ على علاقات خارجية قوية ووثيقة مع كل من الولايات المتحدة وروسيا. بشكل عام، يتحدث النقاد عن أدائه كسياسي وأخلاقيات ممارسات حكومته فيما يتعلق بممتلكاته التجارية. يشمل الانتقاد الأول القضايا المتعلقة باتهامات بسوء إدارة ميزانية الدولة وزيادة ديون الحكومة الإيطالية أما الانتقاد الثاني فيدور حول سعيه الحثيث لتحقيق مصالحه الشخصية أثناء توليه منصبه، ومنها الاستفادة من نمو شركاته بسبب السياسات التي تروج لها حكوماته، مع وجود تضارب واسع في المصالح بسبب ملكيته لعدة وسائل أعلام، والتي قيّد بها حرية الحصول على المعلومات.

## العائلة والحياة الشخصية

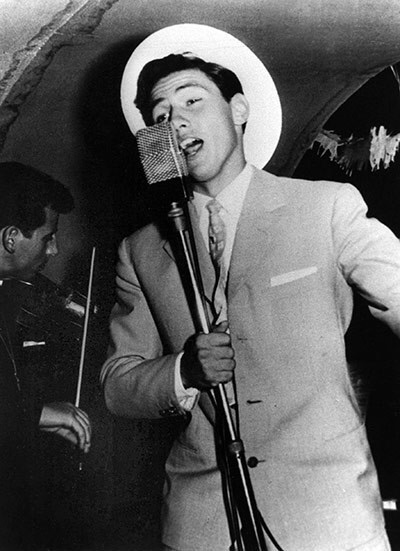
برلسكوني يغني على متن سفينة سياحية في الستينيات.

ولد برلسكوني عام 1936 في ميلانو، حيث نشأ في أسرة من الطبقة المتوسطة. عمل والده لويجي برلسكوني (1908-1989) موظفًا في أحد البنوك، بينما كانت والدته روزا بوسي (1911-2008) ربة منزل. برلسكوني هو الأكبر بين أخوته، لديه أخت تدعى ماريا فرانشيسكا أنتونيتا (1943-2009) وأخ يُدعى باولو (مواليد 1949).
بعد أن أكمل تعليمه الثانوي في كلية ساليسيان، درس القانون في جامعة ميلانو وتخرج عام 1961 بمرتبة الشرف وكتب أطروحة تركز على الجوانب القانونية للإعلان، ومن المثير للاهتمام أن برلسكوني قد أُعفي من الخدمة العسكرية في إيطاليا والتي كانت إلزامية ولمدة عام واحد في ذلك الوقت. برزت موهبته الفنية أثناء دراسته الجامعية فاحترف العزف على الكمان الأجهر وكان عضوًا في فرقة غنائية جنبًا إلى جنب مع فيديلي كانفولينيري [الإنجليزية] الذي أصبح فيما بعد رئيس مجموعة ميدياسيت الإعلامية، كما كان يؤدي أحيانًا دور مغني على متن سفينة سياحية. في وقت لاحق من حياته كتب برلسكوني نشيد فريق إيه سي ميلان بالتعاون مع منتج الموسيقى الإيطالي ومغني البوب توني رينيس [الإنجليزية]، كما كتب نشيد فورزا إيطاليا مع مدير الأوبرا ريناتو سيريو [الإنجليزية]. شارك برلسكوني أيضًا في تأليف ألبومين يضمان أغاني نابولية مع المغني ماريانو أبيشيلا بعنوان: "Meglio 'na canzone" عام 2003 و"L'ultimo amore" عام 2006.
في عام 1965، تزوج برلسكوني من كارلا إلفيرا دال أوجليو وأنجبا طفلين: ماريا إلفيرا المعروفة باسم مارينا (مواليد 1966)، وبيير سيلفيو (مواليد 1969). ومع ذلك وبحلول عام 1980 أقام برلسكوني علاقة مع الممثلة فيرونيكا لاريو [الإنجليزية] والتي أنجب منها فيما بعد ثلاثة أطفال: باربرا (مواليد 1984)، إليونورا (مواليد 1986)، ولويجي (مواليد 1988). انفصل برلسكوني عن كارلا إلفيرا عام 1985، وتزوج لاحقًا من لاريو عام 1990. بحلول ذلك الوقت، كان برلسكوني رجل أعمال معروف وكان حفل زفافه حدثًا اجتماعيًا بارزًا. حضر حفل الزفاف صديقه المقرب بيتينو كراكسي رئيس الوزراء السابق وزعيم الحزب الاشتراكي الإيطالي آنذلك. ومع ذلك في مايو 2009 أعلنت لاريو علنًا عن نيتها التقدم بطلب للطلاق.
في 28 ديسمبر 2012 ، أُمر برلسكوني بدفع مبلغ 48 مليون دولار سنويًا لزوجته السابقة فيرونيكا لاريو لتسوية قضية الطلاق التي قدمتها لاريو في يوم عيد الميلاد، ولكن سُمح له بالاحتفاظ بمنزله البالغ قيمته 100 مليون دولار حيث أقاما فيه مع أطفالهم الثلاثة.
في أبريل 2017، ظهر برلسكوني في مقطع فيديو يروج لحملة عيد الفصح النباتية. وقد ظهر وهو يحتضن الحملان التي تبناها لإنقاذها من الذبح في عيد الفصح التقليدي يوم الأحد؛ بينما لم يؤكد برلسكوني صراحة أو ينفي ما إذا كان هو نفسه نباتيًا.

## حياته العملية

### ميلانو ديو

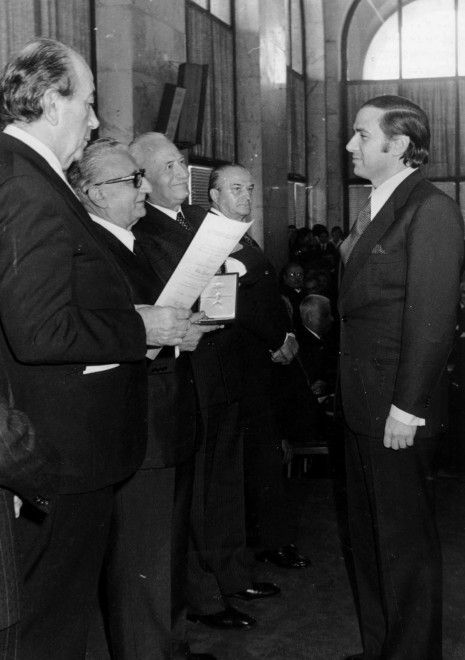
برلسكوني أثناء حصولة على نيشان الاستحقاق للعمل عام 1977.

بدأ سيلفيو برلسكوني حياته المهنية في مجال البناء. فخلال السبعينيات، أشرف على بناء ميلانو ديو (أو ميلانو إثنان)، وهو مشروع سكني يضم 4000 شقة سكنية شرق ميلانو، تولت شركة إدلنورد أعمال البناء، وهي شركة مملوكة لبرلسكوني مرتبطة بمجموعة فينين فيست.
إحدى السمات المميزة لمشروع ميلانو ديو هي شبكة الممرات والجسور التي تربط الحي بأكمله، مما يسمح للمقيمين فيه بالتنقل دون التقاطع مع حركة مرور المركبات. بدأ العمل في المشروع في عام 1970 وتم الانتهاء منه في عام 1979. تشمل المعالم البارزة داخل المجمع العديد من المرافق الرياضية وبحيرة صناعية صغيرة وملعب للأطفال.
وفرت الأرباح التي جناها برلسكوني من هذا المشروع الأموال اللازمة ليأسس لاحقًا وكالته الإعلانية.

### تيلي ميلانو
دخل برلسكوني عالم الإعلام لأول مرة في عام 1973 من خلال إنشاء شركة تلفزيونية صغيرة عرفت باسم تيلي ميلانو، بغرض توفير الخدمات التلفزيونية للوحدات السكنية الخاصة التي يملكها، بدأ إرسال القناة في سبتمبر من العام التالي. كانت تيلي ميلانو أول قناة تلفزيونية إيطالية خاصة وبمرور الوقت تطورت إلى كانال 5 (Canale 5) لتصبح أول محطة تلفزيونية خاصة على مستوى البلاد. وبعد استحواذه على قناتين إضافيتين، نقل برلسكوني مقر محطة التلفزيون إلى وسط ميلانو في عام 1977 وبدأ البث عبر موجات الأثير.

### فينينفيست
في عام 1975 أسس برلسكوني مجموعته الإعلامية الأولى فينينفيست، وفي عام 1978 انضم إلى بروباجاندا ديو وهو محفل ماسوني. في السنوات الخمس التي سبقت عام 1983، جمع برلسكوني مبلغًا كبيرًا يقارب 113 مليار ليرة إيطالية (ما يعادل 58.3 مليون يورو)، وعلى الرغم من التحقيقات التي أجراها مختلف وكلاء النيابة، لا تزال مصادر هذا التمويل غير معلنة بسبب الشبكة المعقدة من الشركات القابضة التي يملكها.
سرعان ما توسعت فينينفيست إلى شبكة من محطات التلفزيون المحلية على مستوى الدولة والتي كان لديها محطات مماثلة. وفي ذلك الوقت، كانت هُناك قوانين لا تسمح إلا للإذاعة الوطنية «راي» بالعمل في جميع أنحاء البلد، وكان يُنظر إلى هذا على أنه محاولة للتحايل على احتكارها. وفي عام 1980، أسس برلسكوني أول شبكة وطنية خاصة في إيطاليا، «Canale 5»، وتلتها بعد ذلك بوقت قصير «Italia 1»، التي اشترتها من أسرة روسكوني في عام 1982، و«Rete 4»، التي اشترتها من موندادوري في عام 1984. ثم أطلق ثلاث شبكات دولية شقيقة: «La Cinq (1986)» و«Tele 5 (1988)» و«Telecinco (1989)». وفي عام 1992 توقفت كل من «La Cinq» و«Tele 5» عن العمل، واُستبدلت لاحقًا بـ«La Cinquième» و«Sport1»، على التوالي.
أنشأ برلسكوني الإمبراطورية التلفزيونية التجارية الأولى والوحيدة في إيطاليا. وساعده في ذلك اتصالاته مع بتينو كراكسي، الأمين العام للحزب الاشتراكي الإيطالي وكذلك رئيس وزراء إيطاليا في ذلك الوقت، الذي أصدرت حكومته، في 20 أكتوبر 1984، مرسومًا طارئًا يُشرع البث على مستوى البلاد بواسطة محطات تلفزيون برلسكوني. كان هذا ردًا على الأحكام الصادرة في 16 أكتوبر 1984، في تورينو، بسكارا، وروما، والتي فرضت قانونًا كان يقيد البث على مستوى البلاد سابقًا على «راي»، والذي أمر هذه الشبكات الخاصة بوقف البث.
وبعد الاضطراب السياسي الذي شهده عام 1985، تمت الموافقة نهائياً على المرسوم؛ ولبضعة أعوام ظلت قنوات برلسكوني الثلاث مُعلقة من الناحية القانونية ولم يُـسمَح لها ببث الأخبار والتعليقات السياسية. وقد رُقيت إلى مرتبة قنوات التلفزيون الوطنية الكاملة في عام 1990 بموجب قانون مامي، الذي سُمي باسم أوسكار مامي.
في عام 1995، باع برلسكوني جزءًا من قنواته الإعلامية إلى مجموعة «Kirch Group» (المفلسة الآن). وفي عام 1999، وسع برلسكوني اهتماماته الإعلامية من خلال إقامة شراكة مع «Kirch Group» أطلق عليها اسم مجموعة «CIR Group».
وفي 9 تموز 2011، أمرت محكمة في ميلانو شركة فينينفيست بدفع مبلغ 560 مليون يورو كتعويض لشركة «Compagnie Industriali Riunite». في 5 أغسطس 2016، أعلنت شركة فينينفيست عن توقيع اتفاق أولي لبيع جميع أسهمها في إيه سي ميلان إلى شركة «Changxing Co.Ltd.» وكان من المقرر الانتهاء من الصفقة بحلول نهاية عام 2016. في 13 أبريل 2017، باع برلسكوني ميلان إلى «Rossoneri Sport Investment Lux » مقابل 830 مليون يورو.

## النشاط السياسي
صعد برلسكوني بسرعة إلى طليعة السياسة الإيطالية في يناير 1994. انتخب في مجلس النواب لأول مرة وعين رئيسًا للوزراء بعد الانتخابات العامة الإيطالية عام 1994 [الإنجليزية] عندما حصل حزب فورزا إيطاليا على أغلبية نسبية بعد ثلاثة أشهر فقط من تأسيسه. انهارت حكومته بعد تسعة أشهر بسبب الخلافات الداخلية بين أحزاب التحالف. في الانتخابات العامة الإيطالية عام 1996 [الإنجليزية] هُزم برلسكوني أمام مرشح يسار الوسط رومانو برودي. في الانتخابات العامة الإيطالية عام 2001 [الإنجليزية] عاد مرة أخرى كمرشح يمين الوسط لمنصب رئيس الوزراء وفاز ضد مرشح يسار الوسط فرانشيسكو روتيلي، ثم شكل برلسكوني حكومته الثانية والثالثة حتى عام 2006. في الانتخابات العامة الإيطالية عام 2006 قاد برلسكوني تحالف يمين الوسط، وخسر بفارق ضئيل أمام خصمه برودي مرة أخرى، ومع ذلك فقد أعيد انتخابه في الانتخابات العامة الإيطالية عام 2008 بعد انهيار حكومة برودي الثانية [الإنجليزية]، وأدى اليمين الدستورية لولايته الثالثة كرئيس للوزراء في 8 مايو 2008.
في 16 نوفمبر 2011؛ قدم برلسكوني استقالته من منصب رئيس الوزراء بعد أن فقد أغلبيته البرلمانية وسط المشاكل المالية المتزايدة المتعلقة بأزمة الديون الأوروبية. قاد برلسكوني حزب شعب الحرية وحلفائه اليمينيين في حملة الانتخابات العامة الإيطالية لعام 2013، وعلى الرغم من أنه كان يخطط في البداية للترشح لولاية خامسة كرئيس للوزراء كجزء من الاتفاقية مع حزب رابطة الشمال (ليغا نورد)، فقد اختار قيادة الائتلاف دون شغل منصب رئيس الوزراء. حصل تحالف برلسكوني من يمين الوسط على 29٪ من الأصوات ليحتل المرتبة الثانية بعد تحالف يسار الوسط بقيادة بيير لويجي برساني [الإنجليزية]. في وقت لاحق دعم حلفاء برلسكوني حكومة ليتا [الإنجليزية] برئاسة إنريكو ليتا من الحزب الديمقراطي وبالاشتراك مع حزب الاختيار المدني الوسطي برئاسة رئيس الوزراء السابق ماريو مونتي.
تعرض برلسكوني لانتقادات بسبب تحالفاته الانتخابية مع الأحزاب الشعبوية اليمينية (ليغا نورد والتحالف الوطني)، بالإضافة إلى ذلك أثار الجدل عندما أدلى بتصريحات يدافع فيها عن موسوليني الديكتاتور الفاشي لإيطاليا، كما اعتذر برلسكوني رسميًا عما ارتكبته إيطاليا في ليبيا أثناء حكمها الاستعماري. وطوال فترة ولايته احتفظ برلسكوني بملكية شركة ميدياست وهي أكبر شركة إعلامية في إيطاليا، مما عرضه لانتقادات بسبب هيمنته على وسائل الإعلام الإيطالية، كما تورط في فضائح جنسية قوضت مصداقيته.

### البدايات
بدأت الحياة السياسية لبرلسكوني في عام 1994، حيثُ شغل منصب رئيس وزراء إيطاليا من 1994 إلى 1995، ومن 2001 إلى 2006، ومن 2008 إلى 2011. كانت مسيرته مليئة بالخلافات والمحاكمات؛ من بينها عدم وفائه بوعده ببيع أسهمه في شركة فينينفيست.
في أوائل التسعينيات، خسرت الأحزاب الخمسة الحاكمة (الحزب الاشتراكي الإيطالي، الديمقراطية المسيحية، الحزب الاشتراكي الديمقراطي الإيطالي، الحزب الجمهوري الإيطالي، الحزب الليبرالي الإيطالي) المعروفة باسم «Pentapartito» الكثير من قوتها الانتخابية بين عشية وضحاها، بسبب عدد كبير من التحقيقات القضائية المُتعلقة بالفساد المالي للعديد من أعضائها الرئيسيين في قضية ماني بوليتي. في 26 يناير 1994، أعلن برلسكوني قراره بالدخول في السياسة، وقدم حزبه السياسي فورزا إيطاليا، على برنامج يركز على هزيمة الشيوعيين. كان هدفه السياسي هو إقناع ناخبي البانتاباريتو، بأن فورزا إيطاليا سيُقدم تفردًا جديداً واستمرارًا لسياسات السوق الحرة المؤيدة للغرب التي تتبعها إيطاليا منذ نهاية الحرب العالمية الثانية. وبعد فترة وجيزة من قراره الدخول إلى الساحة السياسية، قيل إن المحققين في قضية ماني بوليتي اقتربوا من إصدار الأوامر بإلقاء القبض على برلسكوني وكبار المسؤولين التنفيذيين في مجموعته التجارية. خلال مسيرته السياسية، صرح برلسكوني مراراً وتكراراً أن التحقيقات في ماني بوليتي كانت بقيادة المدعين العامين الشيوعيين الذين أرادوا إنشاء حكومة على النمط السوفييتي في إيطاليا.

### الانتخابات العامة عام 1994
كانت خطت برلسكوني للفوز في الانتخابات العامة في مارس 1994، تشكيل تحالفين انتخابيين منفصلين هُما: «Pole of Freedoms» مع «Lega Nord» (الرابطة الشمالية) في مناطق شمال إيطاليا، وتحالف آخر «Pole of Good Government» مع التحالف الوطني «Alleanza Nazionale» وريث الحركة الاجتماعية الإيطالية، في المناطق الوسطى والجنوبية. في خطوة براغماتية، لم يتحالف مع الأخير في الشمال. وبالتالي، كانت فورزا إيطاليا متحالفة مع حزبين لم يكونا متحالفين مع بعضهما البعض. وأطلق برلسكوني حملة ضخمة من الإعلانات الانتخابية على شبكاته التلفزيونية الثلاث. وبعد ذلك فاز في الانتخابات، حيثُ حصل فورزا إيطاليا على 21% من الأصوات الشعبية. وعُين رئيسًا للوزراء في عام 1994، لكن فترة ولايته كانت قصيرة بسبب التناقضات المتأصلة في ائتلافه.

### سقوط حكومة برلسكوني الأولى
وفي ديسمبر 1994، وعقب تسريب أنباء إلى الصحافة عن تحقيق جديد أجراه قضاة ميلانو، غادر أمبرتو بوسي، زعيم رابطة الشمال، الائتلاف مُدعيًا أن الاتفاق الانتخابي لم يحترم. وهذا بدوره أجبر برلسكوني على الاستقالة من منصبه. في عام 1998، نشرت صحيفة "لا بادانيا" الرسمية التابعة لرابطة الشمال مقالات مختلفة تهاجم برلسكوني، ومنها مقال بعنوان «Fininvest [Berlusconi's principal company] was founded by the Mafia»
ظل برلسكوني رئيسًا للوزراء بالوكالة لأكثر من شهر إلى أن اُستبدل بحكومة تكنوقراط برئاسة لامبرتو ديني. كان ديني وزيرًا رئيسيًا في حكومة برلسكوني، وقال برلسكوني إن الطريقة الوحيدة التي سيدعم بها حكومة تكنوقراطية ستكون إذا ترأسها ديني. في النهاية، دُعم ديني من معظم أحزاب المعارضة ولكن ليس من قبل فورزا إيطاليا وليجا نورد. في عام 1996، خسر برلسكوني وائتلافه الانتخابات وحل محلهما حكومة يسار الوسط بقيادة رومانو برودي.

## السياسة الخارجية

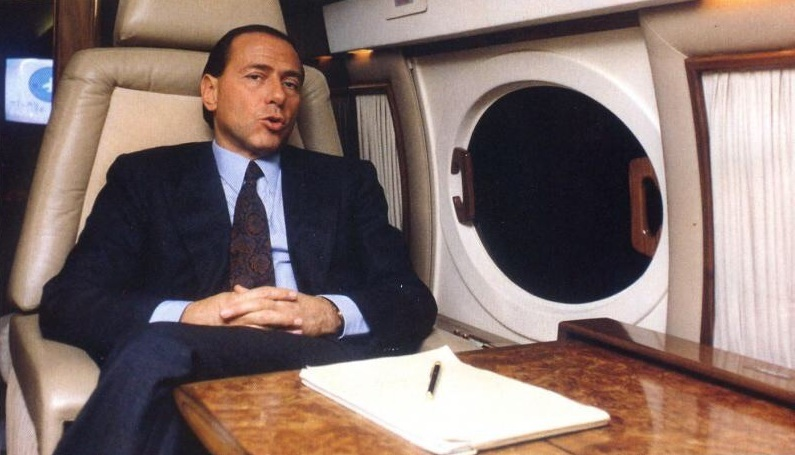
برلسكوني في طائره النفاثة الخاصة في الثمانينات.

كان برلسكوني ووزرائه يميلون بقوة إلى دعم السياسات الخارجية الأمريكية  على الرغم من الانقسام السياسي بين الولايات المتحدة والعديد من الأعضاء المؤسسين للاتحاد الأوروبي مثل ألمانيا وفرنسا وبلجيكا خلال إدارة جورج دبليو بوش. في عهد برلسكوني غيرت الحكومة الإيطالية أيضًا موقفها التقليدي من السياسة الخارجية من كونها أكثر الحكومات الغربية تأييدًا للعرب إلى بناء صداقة أكبر مع إسرائيل وتركيا مما كانت عليه في الماضي. وقد أدى ذلك إلى إعادة توازن العلاقات بين جميع دول البحر الأبيض المتوسط للوصول إلى تقارب متساو معها. يعد برلسكوني من أقوى المؤيدين لطلب تركيا الانضمام إلى الاتحاد الأوروبي. ولدعم طلب تركيا وجه برلوسكوني دعوة إلى رئيس الوزراء آنذلك رجب طيب أردوغان للانضمام إلى تجمع للقادة الأوروبيين من الدنمارك وفرنسا وألمانيا وهولندا وإسبانيا والسويد والمملكة المتحدة وإيطاليا والتي عُقدت خلال قمة مجموعة الثماني لعام 2009 في لكويلة. وصف برلسكوني السعودية بأنها قوة مهمة لتحقيق الاستقرار في المنطقة.
أصبحت إيطاليا في عهد برلسكوني حليفًا قويًا للولايات المتحدة بسبب دعمه للحرب في أفغانستان وحرب العراق في أعقاب غزو العراق عام 2003 في الحرب على الإرهاب. في 30 يناير 2003 وقع برلسكوني "خطاب الثمانية" الذي يدعم الاستعدادات الأمريكية لغزو العراق عام 2003.
ذكر برلسكوني في لقاءاته مع الأمين العام للأمم المتحدة كوفي أنان والرئيس الأمريكي جورج دبليو بوش عن دعمه لتحول واضح في الوضع في العراق والتسليم السريع للسيادة للحكومة التي اختارها الشعب العراقي. نشرت إيطاليا حوالي 3200 جندي في جنوب العراق، مما جعلها ثالث أكبر قوة هناك بعد الولايات المتحدة والمملكة المتحدة. وعندما تولى رومانو برودي منصب رئيس الوزراء، انسحبت القوات الإيطالية تدريجياً من العراق في النصف الثاني من عام 2006، واكتمل هذا الانسحاب بمغادرة آخر جندي إيطالي للبلاد في ديسمبر من ذلك العام.
في عام 2023 حذر برلسكوني من الخطر الذي تشكله الصين على أوروبا والعالم الغربي ، قائلاً إن "الصين هي المنافس المنهجي للغرب في القرن الحادي والعشرين. الصين هي خطرنا الحقيقي على المستقبل".

### العلاقات مع روسيا

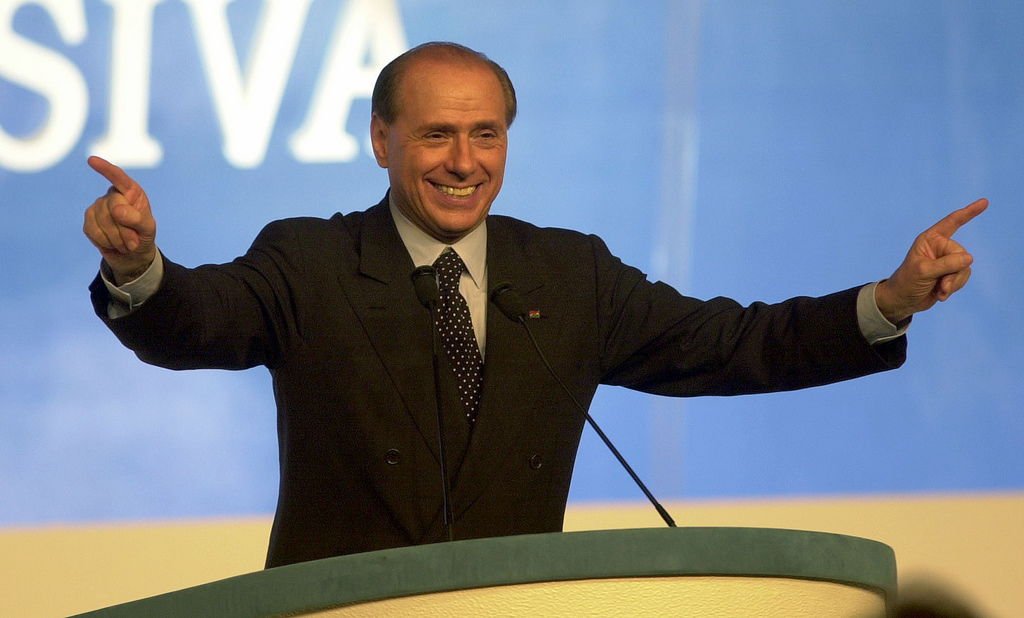
برلسكوني خلال حملته الانتخابية في عام 1994.

في نوفمبر 2007، وقعت شركة الطاقة الإيطالية إني المملوكة للدولة اتفاقية مع شركة غازبروم الروسية لبناء خط أنابيب ساوث ستريم [الإنجليزية]. اكتشف أعضاء البرلمان الإيطالي أثناء التحقيق معهم أن شركة الغاز المركزية الإيطالية القابضة [الإنجليزية] (CEIGH) وهي جزء من مجموعة سنتركس أوروبا للطاقة والغاز [الإنجليزية] ستلعب دورًا رئيسيًا في الاتفاقية المربحة. كان برونو مينتاستي-جرانيلي وهو صديق مقرب لبرلسكوني يمتلك 33 في المائة من أسهم شركة CEIGH. في النهاية عطل البرلمان الإيطالي العقد واتهم برلسكوني بأن له مصلحة شخصية في اتفاقية إيني-غازبروم.
كان برلسكوني من بين أكثر المؤيدين صراحة لتوثيق العلاقات بين روسيا والاتحاد الأوروبي. ففي مقال نُشر في وسائل الإعلام الإيطالية في 26 مايو 2002 ذكر إن الخطوة التالية في تكامل روسيا المتزايد مع الغرب يجب أن تكون العضوية في الاتحاد الأوروبي. في 17 نوفمبر 2005 علق برلسكوني فيما يتعلق باحتمالية مثل هذه العضوية بأنه "مقتنع بأنه حتى لو كان حلما ... فإنه ليس حلما بعيد المنال وأعتقد أنه سيحدث يوما ما". كما أدلى بتعليقات مماثلة في مناسبات أخرى.
كان لبرلسكوني علاقة صداقة وثيقة مع فلاديمير بوتين. في سبتمبر 2014، انتقد برلسكوني الولايات المتحدة وحلف شمال الأطلسي والاتحاد الأوروبي متهمًا إياهم بفرض عقوبات ضد الاتحاد الروسي بطريقة اعتبرها "سخيفة وغير مسؤولة". وقال إن روسيا تعتبر المواطنين الأوكرانيين من أصل روسي أشقاء وأن لديها ميل طبيعي لحمايتهم. غالبًا ما وصف الزعيمان علاقتهما بأنها صداقة وثيقة، واستمرا في تنظيم اجتماعات ثنائية حتى بعد استقالة برلسكوني في نوفمبر 2011.
أعرب برلسكوني عن إدانته الشديدة للغزو الروسي لأوكرانيا عام 2022، قائلا إنه شعر بخيبة أمل شديدة من أفعال الرئيس الروسي بوتين. عشية الانتخابات العامة الإيطالية لعام 2022 [الإنجليزية] ، قال برلسكوني إنه "كان من المفترض أن تدخل القوات وتصل إلى كييف في غضون أسبوع، وأن تستبدل حكومة زيلينسكي بأشخاص لائقين ثم تعود بعد أسبوع". في أكتوبر 2022 كشفت تسجيلات صوتية مسربة أن برلسكوني أعرب عن استيائه من الدعم العسكري الإيطالي لأوكرانيا، وألقى باللوم على فولوديمير زيلينسكي في الغزو الروسي لأوكرانيا.

### العلاقات مع اسرائيل

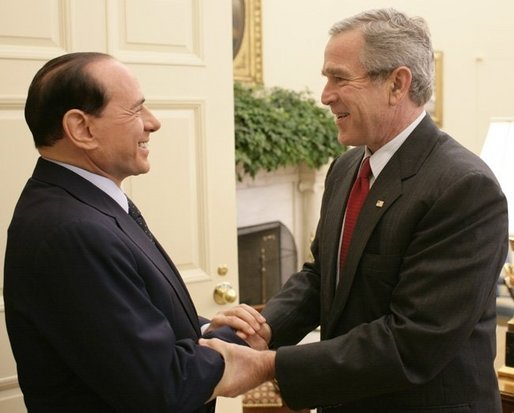
برلسكوني مع جورج بوش عام 2005.

في عهد برلسكوني كانت إيطاليا حليفًا قويًا لإسرائيل، وحظيت بإشادة رئيس الوزراء الإسرائيلي بنيامين نتنياهو الذي قال عن برلسكوني: "نحن محظوظون بوجود زعيم مثلك. لا أعتقد أن لدينا صديقًا أفضل في المجتمع الدولي". اشتهر برلسكوني بعلاقته الوثيقة والودية مع رئيس الوزراء الإسرائيلي نتنياهو الذي وصف برلسكوني بأنه "أحد أعظم الأصدقاء". ذكر برلسكوني بأن إسرائيل يجب أن تصبح عضوًا في الاتحاد الأوروبي قائلا: «رغبتي الكبرى طالما أنني شخصية مؤثرة في السياسة هي ضم إسرائيل إلى عضوية الاتحاد الأوروبي». دافع برلسكوني بقوة عن إسرائيل في الصراع الإسرائيلي الفلسطيني وواصل دعمه لإسرائيل حتى بعد تركه لمنصبه. كما دافع عن أفعال إسرائيل خلال الصراع بين غزة وإسرائيل ودعا إلى عقوبات فعالة ضد إيران. لكنه وصف بناء المستوطنات الإسرائيلية في الضفة الغربية المحتلة بأنه "خطأ" و "يمكن أن يكون عقبة في طريق السلام".
بينما كان برلسكوني في منصبه، تفاوضت إسرائيل وإيطاليا على صفقة بقيمة مليار دولار تبني إسرائيل بموجبها أقمارًا صناعية للاستطلاع لإيطاليا، بينما تشتري إسرائيل بالمقابل طائرة التدريب M-346 لقواتها الجوية.

### العلاقات معبيلاروس
زار برلسكوني ألكسندر لوكاشينكو في بيلاروس عام 2009، وأصبح أول زعيم غربي يزور لوكاشينكو منذ توليه السلطة في عام 1994. وفي مؤتمر صحفي أعرب برلسكوني عن إعجابه بلوكاشينكو وأثنى عليه قائلًا: "حظاً سعيداً لك ولشعبك الذين أعلم أنهم يحبونك كثيراً".

### التعاون مع دول غرب البلقان

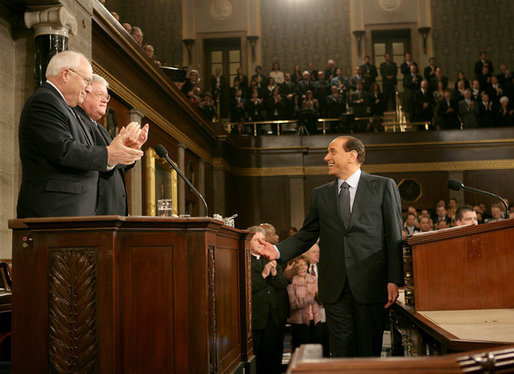
برلسكوني يلقي كلمة في جلسة مشتركة للكونغرس الأمريكي في عام 2006.

خلال القمة الأوروبية الأمريكية التي عقدت في براغ في 5 أبريل 2009، اقترح برلسكوني خارطة طريق من ثماني نقاط تهدف إلى تسريع التكامل الأوروبي الأطلسي لدول غرب البلقان. خلال تلك القمة حث وزير الخارجية الإيطالي فرانكو فراتيني زملائه الأوروبيين على إرسال إشارات واضحة وملموسة لدعم الدول المعنية (صربيا وكوسوفو والبوسنة والجبل الأسود وكرواتيا ومقدونيا الشمالية وألبانيا).

### العلاقات مع ليبيا
في 30 أغسطس 2008 وقع الزعيم الليبي معمر القذافي ورئيس الوزراء الإيطالي برلسكوني معاهدة تعاون تاريخية في بنغازي. وبموجب شروطها ستدفع إيطاليا 5 مليارات دولار لليبيا كتعويض عن احتلالها العسكري السابق، في المقابل ستتخذ ليبيا إجراءات لمكافحة الهجرة غير الشرعية القادمة من شواطئها وتعزيز الاستثمار في الشركات الإيطالية. صادقت الحكومة الإيطالية على المعاهدة في 6 فبراير 2009 وصادقت عليها ليبيا في 2 مارس خلال زيارة قام بها برلسكوني إلى طرابلس. اعتذر برلسكوني عن ما ارتكبته إيطاليا أثناء الاستعمار الإيطالي لليبيا. في حزيران قام القذافي بأول زيارة له إلى روما حيث التقى برئيس الوزراء برلسكوني والرئيس الإيطالي للجمهورية جورجيو نابوليتانو ورئيس مجلس الشيوخ ريناتو شيفاني [الإنجليزية].
في يوليو، شارك القذافي بصفته رئيس الاتحاد الأفريقي في القمة الخامسة والثلاثين لمجموعة الثماني في لاكويلة. وشهدت القمة لحظة تاريخية هامة عندما تبادل الزعيم الليبي القذافي والرئيس الأمريكي باراك أوباما مصافحة حارة وهي المرة الأولى التي يستقبل فيها القذافي رئيس أمريكي في منصبه. لاحقًا في مأدبة العشاء الرسمية التي أقامها الرئيس الإيطالي جورجيو نابوليتانو، خالف القادة الأمريكيون والليبيون البروتوكول واختاروا الجلوس بجانب برلسكوني رئيس الوزراء الإيطالي ومضيف مجموعة الثماني. (وفقًا للبروتوكول، كان من المفترض أن يجلس القذافي على بعد ثلاثة مقاعد من برلسكوني).
خلال الحرب الأهلية في ليبيا في عام 2011، جمدت إيطاليا بعض الأصول الليبية المرتبطة بمعمر القذافي وعائلته وفقًا لنظام أقرته الأمم المتحدة. علاوة على ذلك شاركت إيطاليا في الأعمال العسكرية بما في ذلك الضربات الجوية كجزء من فرض منطقة حظر الطيران فوق ليبيا. وبالرغم من هذه الإجراءات أعرب برلسكوني عن معارضته للتدخل العسكري بقيادة الناتو في ليبيا فقال: «لقد كنت مقيد اليدين من خلال تصويت برلمان بلدي. لكنني كنت ضد هذا التدخل الذي بطريقة لا يعرفها أحد» وأضاف أيضا: «لم تكن هذه انتفاضة شعبية لأن القذافي كان محبوبًا من قبل شعبه، لقد شهدت بنفسي محبة الشعب الليبي للقذافي عندما ذهبت إلى ليبيا».

## مشاكل صحية

### الاعتداء عليه في مسيرة
في 13 ديسمبر 2009 وفي تجمع حاشد في ساحة بيازا ديل دومو [الإنجليزية] في ميلانو، تعرض برلسكوني لإصابة في وجهه، فبينما كان يصافح الجمهور، تقدم رجل من الحشد إلى الأمام وألقى تمثالًا صغيرًا من المرمر باتجاهه وأصابه في وجهه. اعتقل المهاجم فيما بعد وتم التعرف عليه على أنه ماسيمو تارتاليا وهو مساح يبلغ من العمر 42 عامًا وله تاريخ من المرض العقلي ولكن ليس لديه سجل جنائي ويعيش في ضواحي ميلانو. عقب الحادث، أعرب تارتاليا في رسالة أُرسلت إلى وكالة الأنباء الإيطالية عن ندمه وقال: "لا أعرف نفسي"، وأوضح أنه تصرف بمفرده دون أي انتماء إلى جماعة سياسية أو الانخراط في أي شكل من أشكال التشدد. عانى برلسكوني من إصابات في الوجه بما في ذلك كسر في الأنف وكسر في الأسنان مما استدعى دخوله المستشفى. ندد الرئيس الإيطالي جورجيو نابوليتانو وسياسيون من جميع الأحزاب في إيطاليا بالهجوم.
في ليلة 15-16 ديسمبر، أوقفت الشرطة وحراس برلسكوني شخصًا يبلغ من العمر 26 عامًا أثناء محاولته الوصول إلى غرفة المستشفى التي يرقد فيها برلسكوني، وكشف تحقيقات الشرطة أنه لم يكن يحمل أسلحة على الرغم من العثور في وقت لاحق على ثلاثة عصي هوكي وسكينين في سيارته. كان لدى المشتبه به تاريخ موثق من المرض العقلي وخضع لعلاج إجباري في مؤسسات عقلية في الماضي.
خرج برلسكوني من المستشفى في 17 ديسمبر 2009.

### مشاكل قلبية
في 7 يونيو 2016 وبعد حملة الانتخابات المحلية، نُقل برلسكوني إلى مستشفى سان رافاييل [الإنجليزية] في ميلانو بسبب مشاكل في القلب. بعد يومين (في 9 يونيو) أعلن طبيبه الشخصي ألبرتو زانغريلو أنه تعرض لسكتة الدماغية كادت أن تقتله، ويجب عليه الخضوع لعملية جراحية في القلب لاستبدال الصمام الأبهري.

## وصيته
ترك برلسكوني 100 مليون يورو لشريكته مارتا فاسينا البالغة من العمر 33 عاماً حينذاك. شملت نصوص الوصية أيضاً خطة برلسكوني لتوريث إمبراطورية أعماله لأكبر ورثته، وفق نسخة من الوثيقة اطلعت عليها بلومبرغ. كما أوصى برلسكوني أيضاً مبلغ 100 مليون يورو لأخيه باولو، وأوصى بمبلغ 30 مليون يورو لمارسيلو ديلوتري، المستشار السياسي والتجاري الوثيق لبرلسكوني، الذي اتُّهم في وقت من الأوقات بعلاقات مع الجريمة المنظمة.

## وفاته
بعد دخوله المستشفى مرة أخرى في 9 يونيو 2023، توفي برلسكوني صباح يوم 12 يونيو 2023 في مستشفى سان رافاييل في ميلانو عن عمر ناهز السادسة والثمانين.
في يوم الجنازة، أعلن مجلس الوزراء الإيطالي يوم حداد وطني ونكست الأعلام لمدة ثلاثة أيام. ومع ذلك واجه هذا القرار معارضة وانتقادات من بعض أعضاء تحالف يسار الوسط وكذلك بعض الحقوقيين وعلماء السياسة. بعد وفاة برلسكوني، نقل جثمانه إلى فيلا سان مارتينو مقر إقامته في أركور ووضع الجثمان في الكنيسة الخاصة بالفيلا، ولأسباب أمنية لم يسمح بالوصول إلى الغرفة الصغيرة التي يرقد فيها الجثمان سوى للأقارب والأصدقاء المقربين فقط.

## التاريخ الانتخابي
| التاريخ | المجلس التشريعي      | الدائرة الانتخابية | الحزب          | عدد الأصوات | النتيجة |
| ------- | -------------------- | ------------------ | -------------- | ----------- | ------- |
| 1994    | مجلس النواب الإيطالي | لتسية - وسط روما   | فورزا إيطاليا  | 34,354      | انتخب   |
| 1996    | مجلس النواب الإيطالي | لومبارديا - ميلان1 | فورزا إيطاليا  | 46,098      | انتخب   |
| 1999    | البرلمان الأوروبي    | شمال غرب ايطاليا   | فورزا إيطاليا  | 992,657     | انتخب   |
| 2001    | مجلس النواب الإيطالي | لومبارديا - ميلان1 | فورزا إيطاليا  | 42,098      | انتخب   |
| 2006    | مجلس النواب الإيطالي | كمبانية 1          | فورزا إيطاليا  | -           | انتخب   |
| 2008    | مجلس النواب الإيطالي | مليزة              | حزب شعب الحرية | -           | انتخب   |
| 2013    | مجلس الشيوخ الإيطالي | مليزة              | حزب شعب الحرية | -           | انتخب   |
| 2019    | البرلمان الأوروبي    | شمال غرب ايطاليا   | فورزا إيطاليا  | 187,612     | انتخب   |
| 2022    | مجلس الشيوخ الإيطالي | لومبارديا – منزة   | فورزا إيطاليا  | 231,440     | انتخب   |

## روابط خارجية
- سيلفيو برلسكوني على موقع IMDb (الإنجليزية)
- سيلفيو برلسكوني على موقع الموسوعة البريطانية (الإنجليزية)
- سيلفيو برلسكوني على موقع مونزينجر (الألمانية)
- سيلفيو برلسكوني على موقع ألو سيني (الفرنسية)
- سيلفيو برلسكوني على موقع إن إن دي بي (الإنجليزية)
- سيلفيو برلسكوني على موقع ديسكوغز (الإنجليزية)
- سيلفيو برلسكوني على موقع قاعدة بيانات الفيلم (الإنجليزية)